# Раймондо Монтекукколи (крейсер)
«Раймондо Монтекукколи» (итал. Raimondo Montecuccoli) — итальянский лёгкий крейсер типа «Раймондо Монтекукколи». Состоял на службе до 1964 года. Назван в честь итальянского военачальника, жившего в XVII веке и служившего Священной Римской империи.

## История
Крейсер заложен 1 октября 1931 на верфях Ансальдо, спущен на воду 2 августа 1934. В строй введён 30 июня 1935, в 1937 году отправился на Дальний Восток защищать интересы Италии в разгар японо-китайской войны. В ноябре 1938 году вернулся в Италию под защитой крейсера «Бартоломео Коллеони».
Во Второй мировой войне «Раймондо Монтекукколи» участвовал в боях у Калабрии и у Пантеллерии: близ Пантеллерии вместе с крейсером «Эудженио ди Савойя» они сумели нанести тяжёлые повреждения эсминцу «Бедуин», а также близ Мальты при поддержке авиации добили танкер «Кентукки». Вместе с тем крейсеру не удалось перехватить повреждённый «Партридж».
4 декабря 1942 американские бомбардировщики совершили налёт на Неаполь и сбросили бомбы на крейсер «Раймондо Монтекукколи», от которых крейсер серьёзно пострадал. При налёте были убиты 44 человека. Крейсер в августе 1943 года после ремонта был переведён на Палермо. После разоружения итальянских войск крейсер вернулся в Италию и остался там до 1964 года в качестве учебного судна, после чего был разрезан на металл. Остатки корабля вместе с артиллерийскими орудиями были расположены в парке отдыха Sunday City близ Перуджи.
Фотографии из парка